# ديريك كاربنتر
ديريك كاربنتر (بالإنجليزية: Derek Carpenter)‏ هو لاعب اتحاد الرغبي نيوزيلندي، ولد في 26 يوليو 1988 في Kamo, New Zealand ‏ في نيوزيلندا.

## وصلات خارجية
- ديريك كاربنتر عل موقع إسبنسكروم (الإنجليزية)
- ديريك كاربنتر على موقع ItsRugby.co.uk (الإنجليزية)